# Ebene von Stari Grad
Die Ebene von Stari Grad (kroatisch Starogradsko polje) ist eine Kulturlandschaft auf der Insel Hvar in der Adria. Die Landschaft zeigt ein zusammenhängendes System von Landnutzung und landwirtschaftlicher Kolonisation durch die Griechen im 4. Jahrhundert vor Christus. Im Jahr 2008 wurden die Ebene und die Altstadt von Stari Grad von der UNESCO in die Liste des Weltkulturerbes aufgenommen.

## Geographie und Geomorphologie
Die Ebene („Feld“, vgl. Polje) bildet einen nördlichen Fortsatz der sonst langgestreckt von West nach Ost verlaufenden Insel. Ihre Ausdehnung zwischen der namensgebenden Stadt Stari Grad im Westen und dem Städtchen Vrboska an der Ostküste beträgt etwa sechs Kilometer, von Nord nach Süd beträgt die Distanz bis zu zwei Kilometer. Eine derart große, ebene Fläche ist sonst auf keiner Insel der Adria zu finden. Im Süden wird die Ebene von jenem bis zu 628 m hohen Gebirgszug begrenzt, der das Rückgrat der langgestreckten Insel bildet, im Norden von einigen bis zu 125 m hohen Hügeln.
Während der Würm-Kaltzeit lag der Meeresspiegel etwa 96 m unter dem jetzigen Niveau, sodass die heutige Insel Hvar mit dem Festland verbunden war, jedoch als meteorologisch exponierter Punkt in die Adria hineinragte. Die Nordwinde (Bora) brachten fruchtbaren Löss, der sich in der Ebene ablagerte. So bildete sich der größte und fruchtbarste Bereich aller Adriainseln. Dauerhafte Oberflächengewässer sind in der Ebene nicht vorhanden. Am Fuß der Hügel im Norden bildet sich saisonal ein Teich (Dračevica), bei Niederschlag versickern mehrere kleine Wasserläufe aus dem südlichen Gebirge in der Ebene. Saisonal tritt ein Teil des Wassers am Ende der weit in die Insel eingeschnittenen Bucht von Vrboska kurz zutage und fließt dort direkt ins Meer. Um kein wertvolles Ackerland zu verschwenden, gibt es in der Ebene selbst keine größeren Siedlungen. Stari Grad und Vrboska liegen an den gegenüberliegenden Küsten, am Fuß der Bergkette im Süden liegen die Dörfer Dol, Vrbanj, Svirče, Vrisnik und Pitve.

## Geschichte

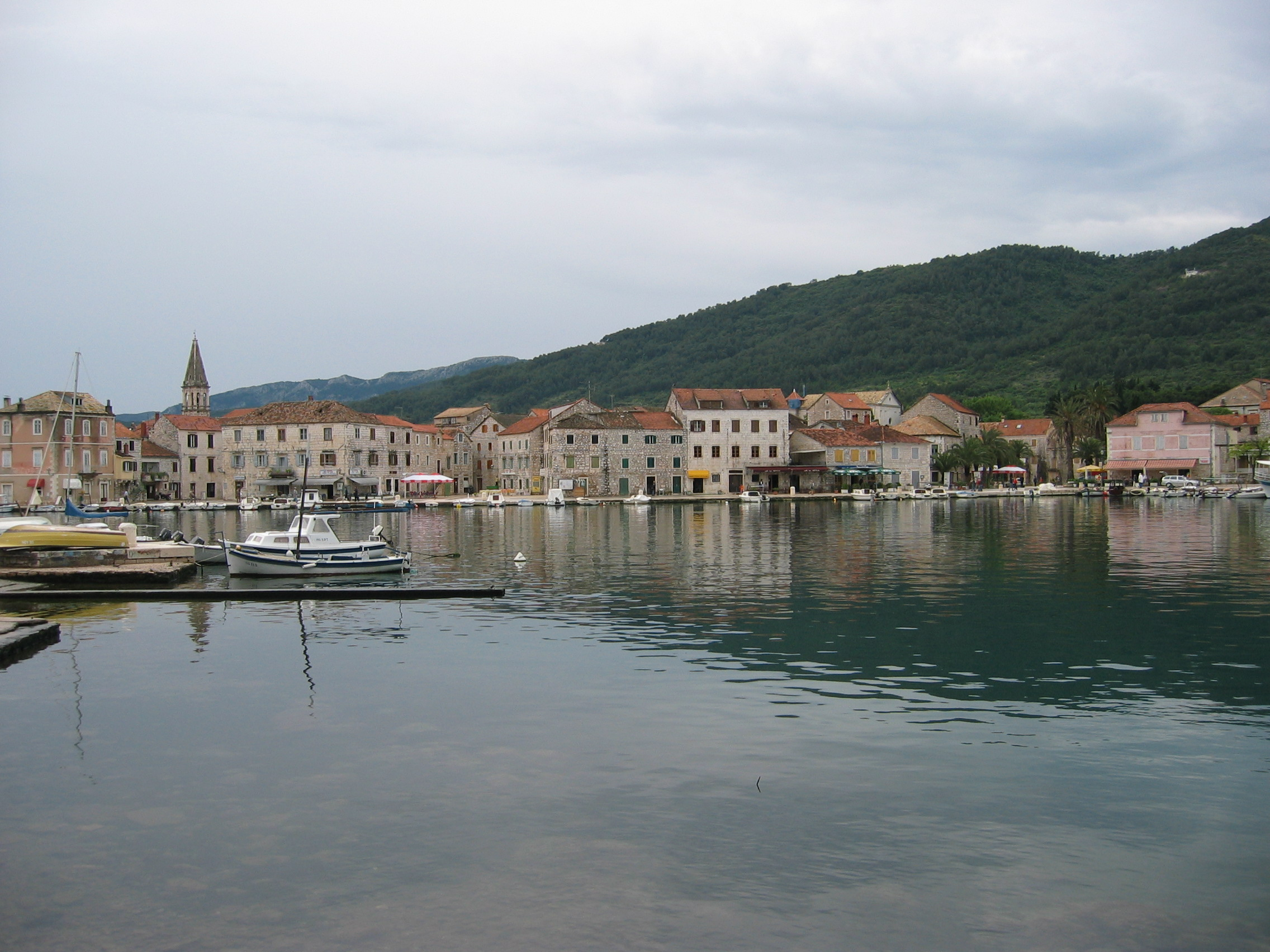
Stari Grad von Westen

Die Ebene hat weit zurückreichende Spuren menschlicher Besiedelung. Urgeschichtliche Funde gibt es etwa im Bereich des saisonalen Teichs Dračevica. In der Eisenzeit befand sich im Bereich des heutigen Stari Grad eine Siedlung einheimischer (illyrischer) Stämme. Diese Siedlung bestand zumindest seit dem 6. oder 5. vorchristlichen Jahrhundert, Funde griechischer Keramik belegen Handelsbeziehungen mit dem weiteren Mittelmeerraum. Für den Status der Ebene als Weltkulturerbe entscheidend ist jedoch die griechische Besiedelung, die zu Beginn des 4. Jahrhunderts folgte. Um 394 v. Chr. hatte Dionysios I. von Syrakus eine Kolonie auf der Insel Vis gegründet (vgl. Griechische Kolonisation), von dort aus gerieten nun auch die weiteren Adriainseln in griechischen Fokus. Mit Dionysios’ Unterstützung gründeten Aussiedler von der Insel Paros 385/384 v. Chr. die Siedlung Pharos, die ebenfalls im Bereich des heutigen Stari Grad lag. Laut griechischer Geschichtsschreibung gab es eine kurze Zeit friedlicher Koexistenz zwischen Einheimischen und Zuwanderern. Erstere wollten sich ihre Vorherrschaft aber nicht streitig machen lassen und baten ihnen nahestehende Stämme am Festland um Unterstützung. So kam es zu einer Seeschlacht, bei der die griechischen Siedler, dank militärischer Unterstützung durch Dionysios, siegreich blieben.

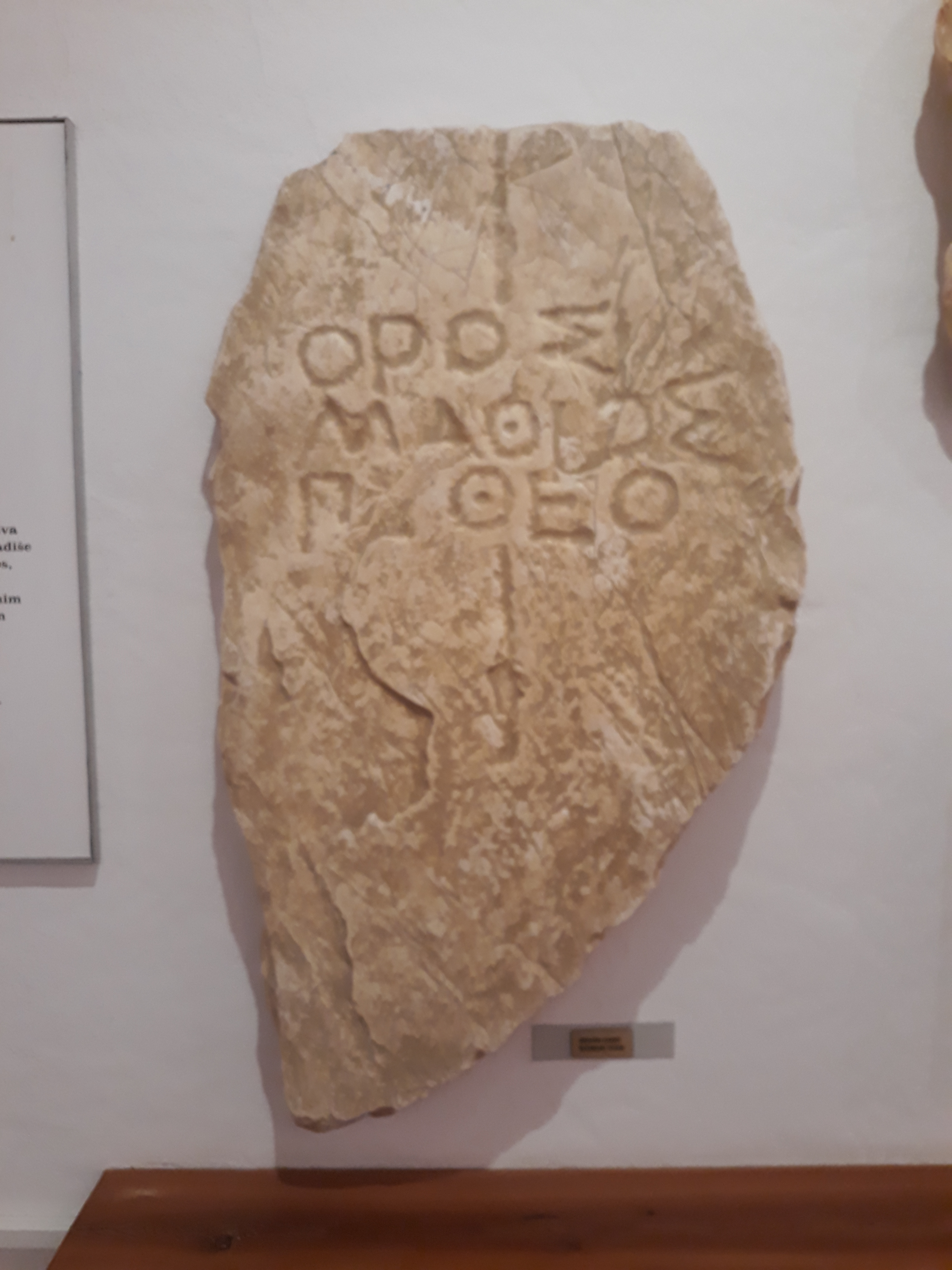
Antiker Grenzstein aus der Ebene von Stari Grad: ΄Ορος Μάθιος Πυθέου = „Land des Mathios, [Sohn des] Pytheos“

Die griechischen Siedler vermaßen die gesamte Ebene und teilten sie in 75 rechtwinkelige Parzellen von fünf Stadien (=905 m) Länge und einem Stadion (=181 m) Breite auf, die wohl einzelnen Familien zur Bewirtschaftung überlassen wurden. Der Ausgangspunkt dieser Landvermessung (genannt Omphalos – „Nabel“) befindet sich rund einen Kilometer östlich von Stari Grad. Um die jeweiligen Grundstücke nutzbar zu machen, mussten große Mengen losen Gesteins aus dem Erdreich entfernt werden. Die Steine wurden an den Rändern der Parzellen zu Trockenmauern aufgetürmt, die häufig so breit wurden, dass sie als Laufwege zwischen den Feldern fungieren konnten. Beobachtungsposten auf den umliegenden Hügeln sicherten den Bereich militärisch. Von diesen am bekanntesten sind die Fundamente eines Wachturms an der Lokalität Maslinovik.
Diese Praxis, das fruchtbare Umland einer Siedlung (altgriechisch χωρα (chōra), lateinisch ager = Land/Acker) systematisch zu erschließen, war üblich, ihre Spuren sind jedoch nirgendwo so gut erhalten wie in der Ebene von Stari Grad. Die Ebene wurde freilich auch in allen folgenden Epochen landwirtschaftlich genutzt, so sind mehrere kleine römische Landgüter (Villae rusticae) bekannt. Nicht zuletzt aufgrund des Aufwands, den eine Verlegung der teils massiven Trockenmauern bedeutet hätte, existiert die altgriechische Parzellenstruktur aber im Wesentlichen unverändert bis heute fort. Auch die wenigen modernen Veränderungen (Straßenbau, Sportflughafen) orientieren sich an dem alten Raster. Die ursprüngliche landwirtschaftliche Aktivität, welche auf den Anbau von Trauben und Oliven fokussiert ist, ist über 2400 Jahre bis heute beibehalten worden. Als lokale Charakteristika gelten kleine Häuser aus Stein, sogenannte Trims, die früher den Feldarbeitern als primitive Unterkünfte dienten. Aufgrund der erwähnten Wasserarmut beinhaltete das System darüber hinaus seit jeher Rinnen und Zisternen zur Sammlung von Regenwasser.

## Galerie

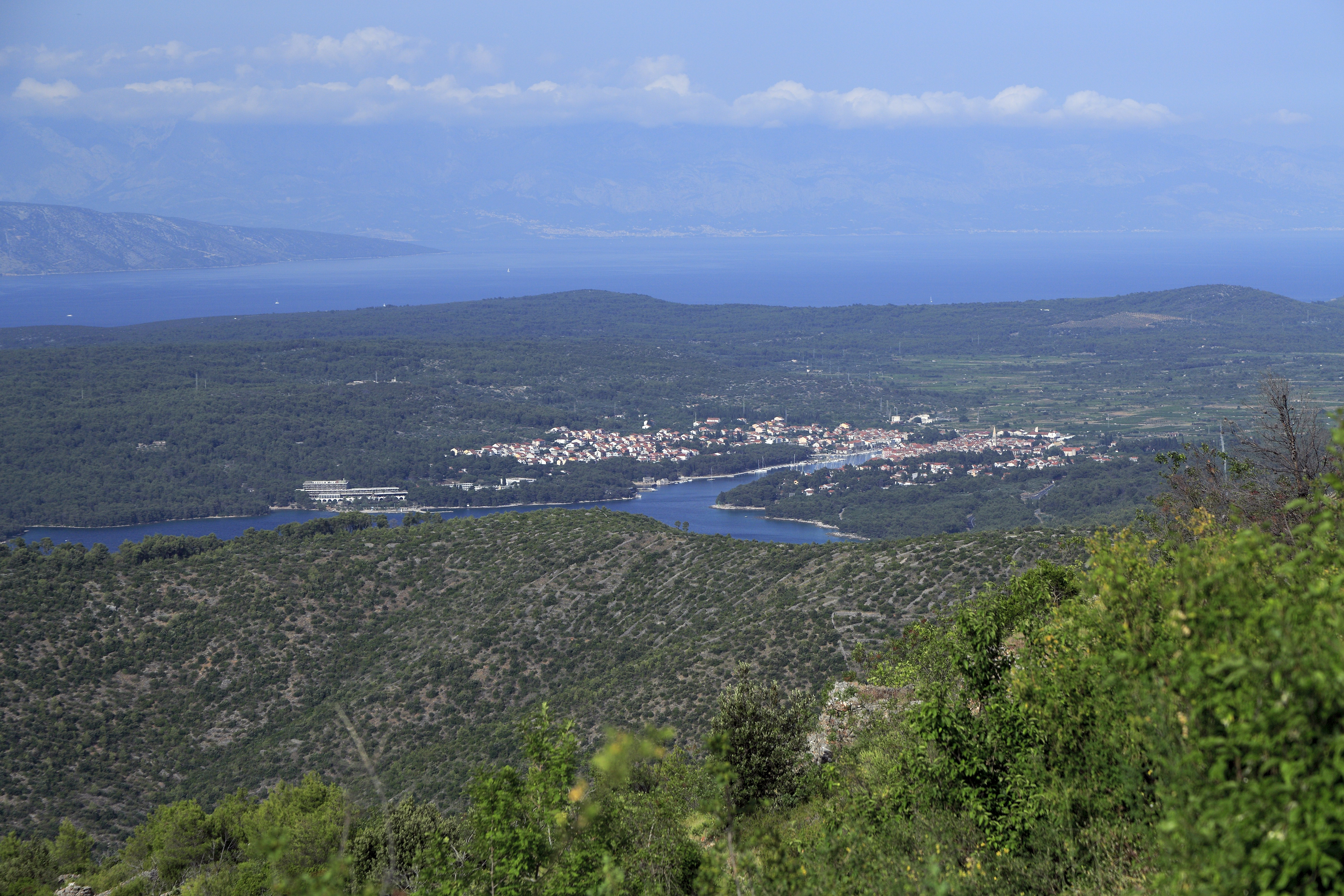
Blick von Südwesten auf Stari Grad und den Westteil der Ebene
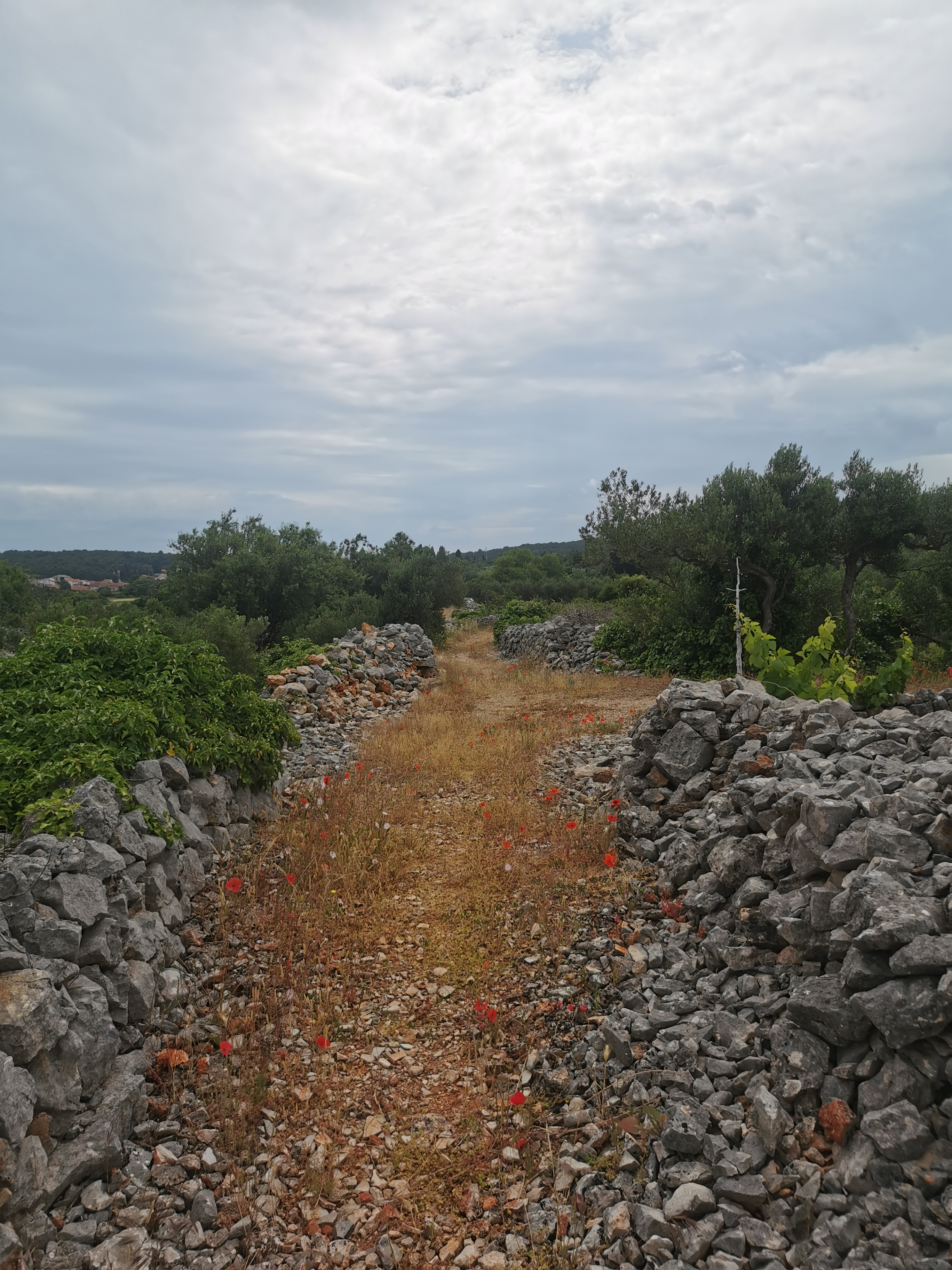
Fußweg auf einer massiven Trockenmauer
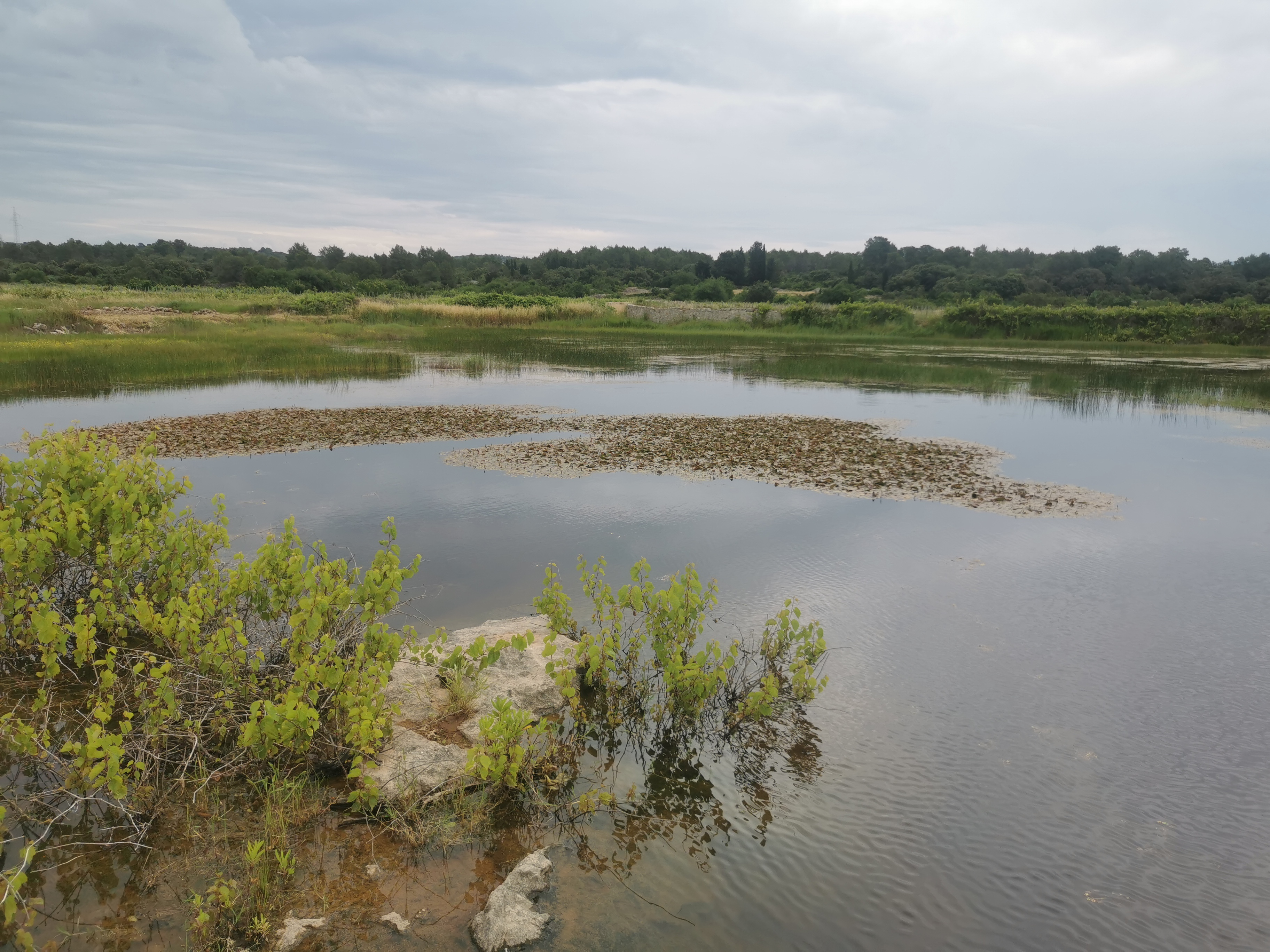
Der Teich Dračevica im Frühsommer
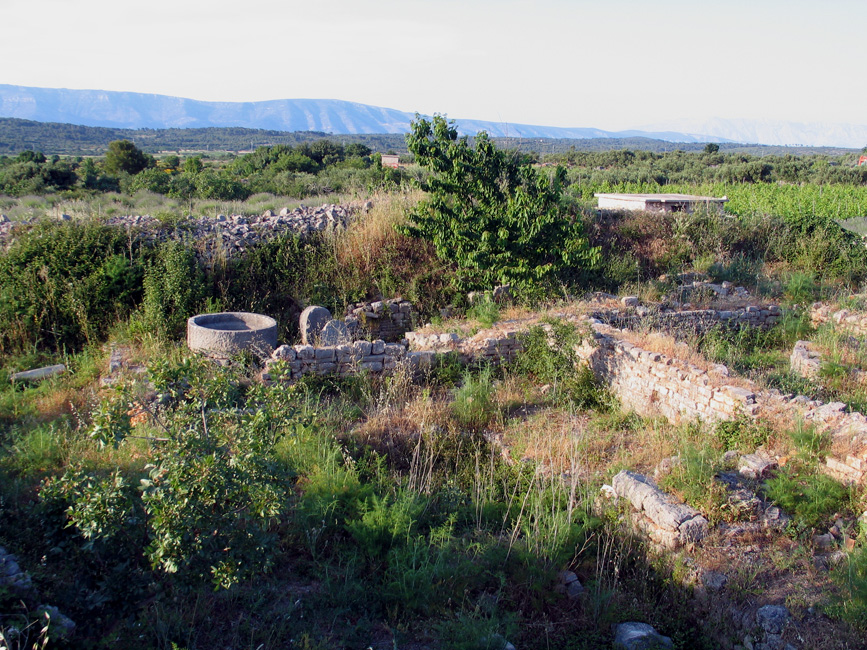
Ruine des römischen Landguts von Kupinovik
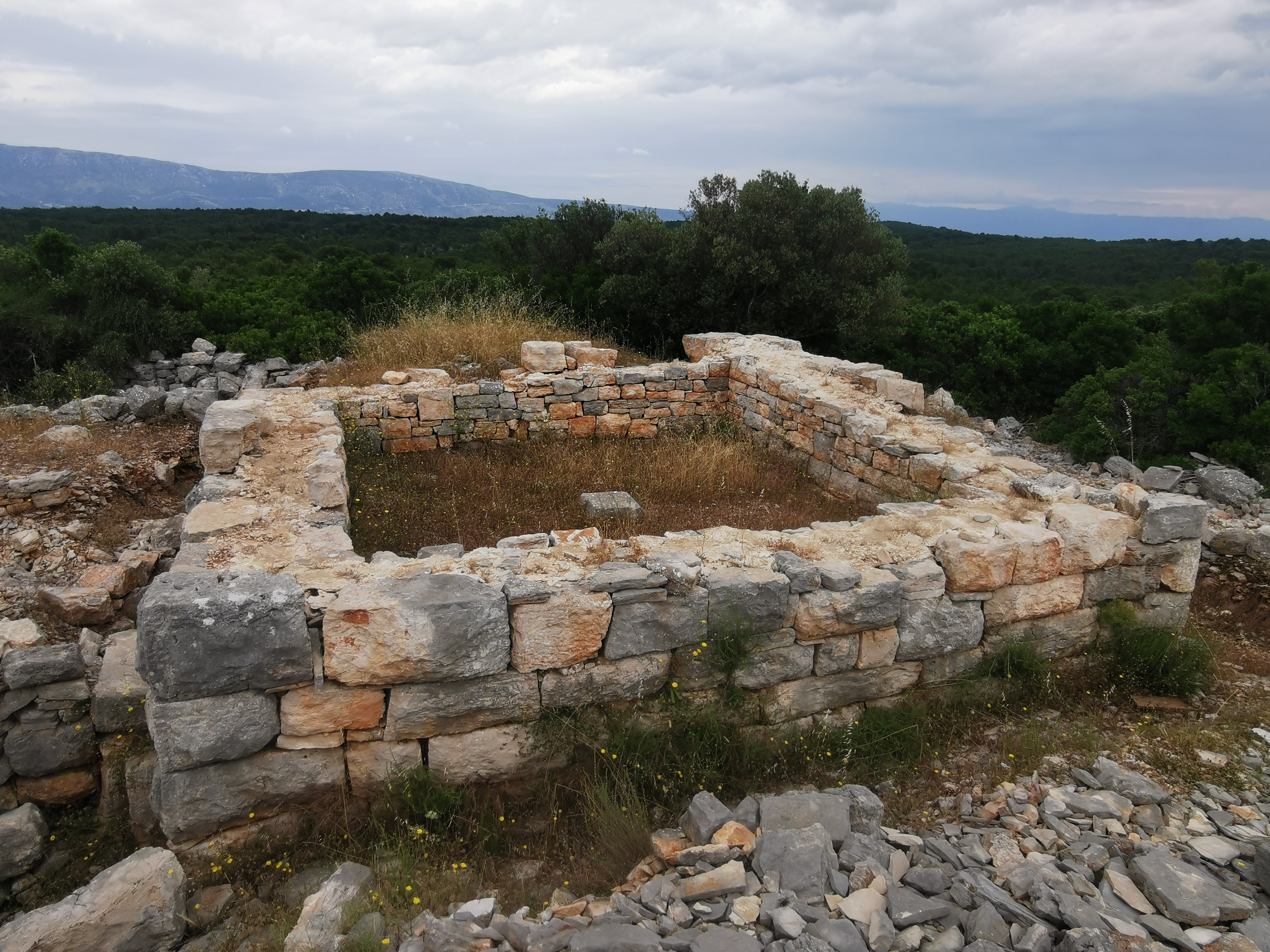
Fundamente des griechischen Wachturms von Maslinovik
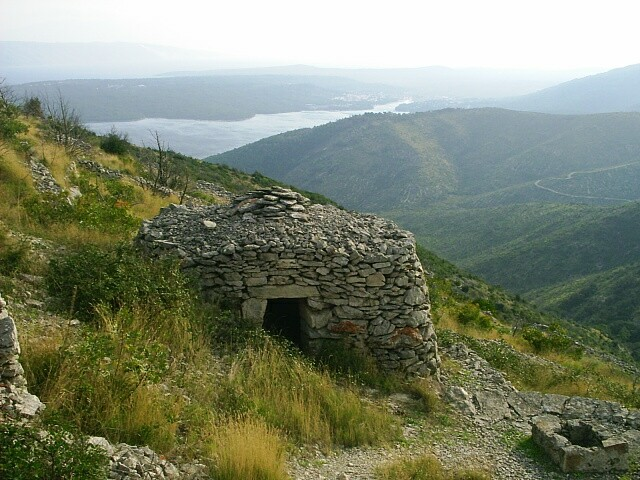
Trim